# Liste der Baudenkmale in Gartow
In der Liste der Baudenkmale in Gartow  sind alle Baudenkmale der niedersächsischen Gemeinde Gartow  aufgelistet.  Die Quelle der IDs und der Beschreibungen ist der Denkmalatlas Niedersachsen.  Der Stand der Liste ist der 1. November 2021.

## Allgemein
In den Spalten befinden sich folgende Informationen:
- Lage: die Adresse des Baudenkmales und die geographischen Koordinaten. Kartenansicht, um Koordinaten zu setzen. In der Kartenansicht sind Baudenkmale ohne Koordinaten mit einem roten Marker dargestellt und können in der Karte gesetzt werden. Baudenkmale ohne Bild sind mit einem blauen Marker gekennzeichnet, Baudenkmale mit Bild mit einem grünen Marker.
- Bezeichnung: Bezeichnung des Baudenkmales
- Beschreibung: die Beschreibung des Baudenkmales. Unter § 3 Abs. 2 NDSchG werden Einzeldenkmale und unter § 3 Abs. 3 NDSchG Gruppen baulicher Anlagen und deren Bestandteile ausgewiesen.
- ID: die Objekt-ID des Baudenkmales
- Bild: ein Bild des Baudenkmales, ggf. zusätzlich mit einem Link zu weiteren Fotos des Baudenkmals im Medienarchiv Wikimedia Commons. Wenn man auf das Kamerasymbol klickt, können Fotos zu Baudenkmalen aus dieser Liste hochgeladen werden:

## Gartow

### Gruppen baulicher Anlagen in Gartow
| Lage                                                           | Bezeichnung                              | Beschreibung | ID       | Bild |
| -------------------------------------------------------------- | ---------------------------------------- | --- | -------- | ---- |
| Gut Gartow 53° 1′ 20″ N, 11° 28′ 5″ O                          | Schlossanlage mit Nebengebäuden und Park | Schloss Gartow wurde von 1710 bis 1725 erbaut, der Architekt war Johann Caspar Borchmann. Andreas Gottlieb von Bernstorff hat das Herrenhaus und den Ort im Jahre 1694 von der Familie Bülow gekauft. Das Schloss besteht aus einem zweigeschossigen Mittelbau mit einem Mansarddach und Nebengebäuden aus Ziegelmauerwerk. Zu der Anlage gehören noch ein Brauhaus und ein Park. | 30826527 |      |
| Hauptstraße, Rosengasse und Kirche 53° 1′ 30″ N, 11° 27′ 51″ O | Siedlungskern (Ortskern)                 | Am 29. Mai 1721 vernichtete ein Brand den Ort und die Hauptstraße; anschließender Wiederaufbau. Die Kirche wurde auf Betreiben von Bernstorffs nach Plänen von Borchmann im Stil des Barocks erbaut. | 30826548 |      |
| Hahnenberger Straße 35 -37 53° 1′ 19″ N, 11° 27′ 4″ O          | Sägewerk August Herbst                   | | 30826538 | BW   |

### Einzeldenkmale in Gartow
| Lage                                                  | Bezeichnung                               | Beschreibung | ID       | Bild           |
| ----------------------------------------------------- | ----------------------------------------- | --- | -------- | -------------- |
| Schloss 1 53° 1′ 21″ N, 11° 28′ 7″ O                  | Schloss                                   | Schloss Gartow ist eine gut erhaltene Ehrenhofanlage. Großer, verputzter Mittelbau mit geschwungener Auffahrtsrampe, Säulenvorbau und Mansarddach. Symmetrische Fassadengliederung mit jeweils fünf Fensterachsen beiderseits der Mittelachse mit Eingang im Erdgeschoss und Balkon darüber. Symmetrische Anordnung von vier firstmittigen Schornsteinen und sieben Gauben mit Satteldächern. Bauzeitliche, zweiflügelige Eingangstür. Ursprünglich eingeschossige Seitenflügel aus Backstein, 1843 durch G.L.F. Laves aufgestockt. | 30844355 | Weitere Bilder |
| Schloss o.Nr. 53° 1′ 24″ N, 11° 28′ 5″ O              | Brauhaus                                  | Nördlich des Schlosses gelegenes, zweigeschossiges Brauhaus, symmetrischer Fachwerkbau mit Ziegelausfachung, hoher Ziegelsteinsockel, Halbwalmdach mit Schleppgaupen und Biberschwanzdeckung, errichtet 1694–99/1700 wohl unter Andreas Gottlieb v. Bernstorff. Hoffassade mit mittigem Zugang über zweiflügelige Tür mit schmalen Fenstern flankiert, Oberlicht und Sandsteintreppe. Monochrom graue Fachwerkfarbigkeit mit ockerner Eckquaderung von um 1800 außen sowie Keller mit separaten Zugängen hofseitig erhalten. An der Nordseite eingeschossiger Anbau in Ziegelfachwerk, einseitig abgewalmtes Satteldach in Biberschwanzdeckung, errichtet um 1700/A.19.Jh. | 30844293 |                |
| Schloss 53° 1′ 23″ N, 11° 28′ 7″ O                    | ehem. Waschhaus (Wohnhaus)                | Kleines, zwischen Brauhaus und Ostflügel des Schlosses gelegenes Wohnhaus. Eingeschossiger Sichtbacksteinbau unter einseitig abgewalmtem Satteldach in Ziegeldeckung. | 30844769 |                |
| Schloss o. Nr. 53° 1′ 23″ N, 11° 28′ 7″ O             | Wohnhaus                                  | Kleines, zwischen Brauhaus und Ostflügel des Schlosses gelegenes Wohnhaus. Eingeschossiger Sichtbacksteinbau unter einseitig abgewalmten Satteldach in Ziegeldeckung. | 36214835 | BW             |
| Schloss o. Nr. 53° 1′ 26″ N, 11° 28′ 2″ O             | Mauer                                     | Mauer und Torpfosten vor dem Schloss | 36276344 |                |
| Hahnenberger Straße 16 53° 1′ 26″ N, 11° 27′ 24″ O    | Wohnhaus                                  | Freistehender, traufständiger, zweigeschossiger Fachwerkbau mit Backsteinausfachung auf Backsteinkeller unter flach geneigtem Satteldach in Schieferdeckung mit straßenseitigem Zwerchhaus. Streng symmetrische Gestaltung mit traufseitiger, mittiger Erschließung. Hölzerne Balkone an den beiden Giebeln sowie an der Straßenseite. Große Dachüberstände, an den Giebeln mit Freigespärren. | 30844275 |                |
| Hahnenberger Straße 35 -37 53° 1′ 19″ N, 11° 27′ 4″ O | Halle                                     | | 30844255 | BW             |
| Hahnenberger Straße 35 -37 53° 1′ 19″ N, 11° 27′ 5″ O | Mühle                                     | | 30844170 | BW             |
| Hahnenberger Straße 35 -37 53° 1′ 19″ N, 11° 27′ 4″ O | Dampfmaschine                             | | 30844232 | BW             |
| Hahnenberger Straße 35 -37 53° 1′ 18″ N, 11° 27′ 4″ O | Tischlerei                                | | 30844190 | BW             |
| Hahnenberger Straße 57 53° 1′ 18″ N, 11° 26′ 47″ O    | Wohnhaus                                  | Eingeschossiger, traufständiger Fachwerkbau mit Backsteinausfachung auf Backsteinsockel mit ausgebautem Dachgeschoss unter Satteldach in Hohlpfannendeckung. Zweiachsiges Zwerchhaus mittig in der straßenseitigen Dachfläche. Laubenartige Überdachung des Eingangs mittig an der Traufseite. Zwerchhaus mit Freigespärre, daran ursprünglich heute nicht erhaltene inschriftliche Datierung "1911". | 30844152 |                |
| Hahnenberger Straße 60 53° 1′ 20″ N, 11° 26′ 53″ O    | Wohnhaus                                  | Freistehender eingeschossiger Fachwerkbau mit Backsteinausfachung auf unregelmäßigem Grundriss in Ecklage an der Einmündung des Gedelitzer Weges. Satteldächer mit unterschiedlichen Firstrichtungen und Firsthöhen in Hohlpfannendeckung. Große Dachüberstände, an den Giebeln mit Freigespärren. 1896(i) am Freigespärre des Südgiebels. | 30844134 |                |
| Hauptstraße 1 53° 1′ 28″ N, 11° 27′ 57″ O             | Pastorat (Wohnhaus)                       | Freistehender, zweigeschossiger, giebelständiger Sichtbacksteinbau unter flach geneigtem, ursprünglich wohl steilerem Satteldach in Ziegeldeckung. Traufseitige Erschließung von Südosten. Symmetrische Fassaden mit geschosstrennenden Zierbändern und segmentbogigen Fenster- und Türöffnungen. | 30844645 |                |
| Hauptstraße 3 53° 1′ 28″ N, 11° 27′ 57″ O             | Wohnhaus                                  | Freistehender, eingeschossiger, giebelständiger Fachwerkbau mit Backsteinausfachung auf Backsteinsockel unter Halbwalmdach. Traufseitige Erschließung. Ersatzbau nach einem Brand der Häuser Hauptstraße 3-7 im Jahr 1859. | 30844626 |                |
| Hauptstraße 5 53° 1′ 28″ N, 11° 27′ 56″ O             | Kantorat (Wohnhaus)                       | Eingeschossiger, giebelständiger Fachwerkbau mit Backsteinausfachung auf Backsteinsockel unter Halbwalmdach in Ziegeldeckung. Symmetrischer straßenseitiger Giebel mit mittiger Erschließung über zurückgesetzte, zweiflügelige Eingangstür. Ersatzbau nach einem Brand der Häuser Hauptstraße 3-7 im Jahr 1859. | 30844607 |                |
| Hauptstraße 6 53° 1′ 29″ N, 11° 27′ 57″ O             | Neues Haus, Forstamt (Verwaltungsgebäude) | Zweigeschossiger, traufständiger, langgestreckter Sichtbacksteinbau unter Halbwalmdach in Biberschwanz-Kronendeckung. Rückseitig Fachwerk mit Backsteinausfachung im Obergeschoss. Symmetrisch gegliederte Straßenfassade mit neun Fensterachsen und mittigem Eingangsportal. Voll unterkellert. Erbaut nach 1771 als gräflich Bernstorffsche Verwaltung und Forstamt auf zwei ehemaligen Bürgerstellen. | 30844586 |                |
| Hauptstraße 6 53° 1′ 30″ N, 11° 27′ 58″ O             | Stall (Wirtschaftsgebäude)                | Langgestreckter Fachwerkbau mit Backsteinausfachung unter asymmetrischem Satteldach. Niedrige Stalltüren und -fenster auf der Westseite unter niedrigerer Traufe. Auf der Ostseite mit höherer Traufe fünf Stalltüren mit darüber liegenden Luken sowie eine weitere Tür. | 30844726 |                |
| Hauptstraße 7 53° 1′ 29″ N, 11° 27′ 55″ O             | Wohn-/Geschäftshaus                       | Mit der Schmalseite zur Straße orientierter, dreigeschossiger Fachwerkbau mit Backsteinausfachung unter Walmdach. Straßenfassade im Erdgeschoss massiv ersetzt. | 30844707 |                |
| Hauptstraße 8 53° 1′ 30″ N, 11° 27′ 56″ O             | Wohnhaus                                  | Zweigeschossiger, traufständiger Fachwerkbau mit Backsteinausfachung auf Backsteinkeller unter Satteldach in Falzziegeldeckung. Regelmäßig gegliederte Fassade mit sechs Fensterachsen und außermittigem, traufseitigem Eingang. Zweiflügelige Haustür mit Oberlicht und vorgelegter Stufe. | 30844565 |                |
| Hauptstraße 9 53° 1′ 29″ N, 11° 27′ 55″ O             | Wohnhaus                                  | Zweigeschossiger, traufständiger Fachwerkbau mit Backsteinausfachung auf Backsteinsockel unter Satteldach in Falzziegeldeckung. Straßenfassade mit sieben Fensterachsen im Obergeschoss, leicht außermittigem Eingang. Fachwerk im westlichen Teil des Erdgeschosses mit abweichender Anordnung der Hölzer und größeren Fensterformaten. Teilunterkellert. | 30844115 |                |
| Hauptstraße 10 53° 1′ 30″ N, 11° 27′ 55″ O            | Wohnhaus                                  | Zweigeschossiger, traufständiger, verputzter Massivbau unter Satteldach. Ursprünglich regelmäßige Fassadengliederung mit sechs Fensterachsen und leicht außermittigem Eingang sowie geschosstrennenden Gesimsen. Fenster- und Türöffnungen segmentbogig, zweiflügelige Eingangstür mit Oberlicht. Westlicher Teil der Erdgeschossfassade durch nachträglichen Schaufenstereinbau verändert. | 30844096 |                |
| Hauptstraße 11 53° 1′ 29″ N, 11° 27′ 54″ O            | Wohnhaus                                  | Zweigeschossiger, traufständiger Fachwerkbau mit Backsteinausfachung auf Backsteinsockel unter Halbwalmdach. Symmetrische Fassadengliederung mit sieben Fensterachsen und mittigem Eingang. Zweiflügelige Eingangstür mit Oberlicht und zwei vorgelegten Stufen. Ständer des westlichen Obergeschossfensters durch zwei gegenläufige, gebogene Streben abgestützt, vermutlich über ursprünglicher Tordurchfahrt. | 30844075 |                |
| Hauptstraße 12 53° 1′ 30″ N, 11° 27′ 54″ O            | Wohnhaus                                  | Zweigeschossiger, traufständiger Fachwerkbau mit Backsteinausfachung auf Backsteinsockel unter Satteldach. Fassade mit fünf Fensterachsen und außermittigem Eingang. Inschrift am Gesimsbrett zwischen Erd- und Obergeschoss nicht bauzeitlich. Zweiflügelige Eingangstür mit Oberlicht und vorgelegten Stufen. Türflügel wohl hierher transloziert. | 30844056 |                |
| Hauptstraße 13 53° 1′ 30″ N, 11° 27′ 53″ O            | Wohn-/Geschäftshaus                       | Zweigeschossiger, traufständiger, voll unterkellerter Bau unter Satteldach. Erdgeschoss massiv und verputzt, mit Fassadenstuck in Form von Putzquaderungen am Sockel und als Fensterbekrönungen sowie Brüstungskartuschen. Obergeschoss in schmucklosem Fachwerk mit Backsteinausfachung. Außermittiger Eingang mit drei vorgelegten Stufen. Bauzeitlicher Fachwerk-Anbau mit separatem Eingang am Südostgiebel. | 30843978 |                |
| Hauptstraße 14 53° 1′ 30″ N, 11° 27′ 54″ O            | Wohnhaus                                  | Zweigeschossiger, traufständiger Fachwerkbau mit Backsteinausfachung auf Backsteinsockel unter Satteldach, teilweise unterkellert. Straßenfassade nach zwischenzeitlichem massiven Ersatz vollständig in Fachwerk rekonstruiert. Mittige, leicht zurückgesetzte, zweiflügelige Eingangstür mit Oberlicht. Seitliche Durchfahrt im westlichen Teil. Störende Gauben in beiden Dachflächen. | 30843959 |                |
| Hauptstraße 15 53° 1′ 30″ N, 11° 27′ 52″ O            | Wohnhaus                                  | Zweigeschossiger, traufständiger Sichtbacksteinbau auf hohem Sockel unter Satteldach in Hohlpfannendeckung, teilweise unterkellert. Fassade mit sechs Fensterachsen im Obergeschoss. Außermittiger Eingang im Erdgeschoss mit vorgelegten Stufen, seitliche Tordurchfahrt im östlichen Teil. Erbaut als Wohnhaus (und Gasthaus?), zwischenzeitlich teilweise als Rathaus genutzt. | 30843940 |                |
| Hauptstraße 16 53° 1′ 31″ N, 11° 27′ 53″ O            | Wohnhaus                                  | Zweigeschossiger, traufständiger Fachwerkbau mit Backsteinausfachung auf Backsteinsockel unter Satteldach in Hohlpfannendeckung. Regelmäßige Fassadengliederung mit sechs Fensterachsen im Obergeschoss. Außermittiger Eingang mit zweiflügeliger Eingangstür mit Oberlicht und vorgelegter Stufe. | 30843921 |                |
| Hauptstraße 18 53° 1′ 31″ N, 11° 27′ 52″ O            | Wohnhaus                                  | Zweigeschossiger, traufständiger Sichtbacksteinbau auf Backsteinkeller unter Satteldach in Hohlpfannendeckung. Regelmäßige Fassadengliederung mit sechs stichbogigen Fenstern im Obergeschoss. Erdgeschoss mit rundbogigen Fenstern und leicht außermittigem Eingang mit vorgelegten Stufen. Backstein-Zierband als Geschosstrennung und durchlaufendes Brüstungsgesims im Obergeschoss. | 30843883 |                |
| Hauptstraße 19 53° 1′ 30″ N, 11° 27′ 51″ O            | Wohnhaus                                  | Zweigeschossiger, traufständiger Fachwerkbau mit Backsteinausfachung auf massivem Keller unter Halbwalmdach in Falzziegeldeckung. Traufseitige Erdgeschossfassaden massiv erneuert, störender Ladeneinbau im Erdgeschoss. Fassade im Obergeschoss regelmäßig gegliedert mit sieben Fensterachsen. Großer, nicht bauzeitlicher Flachdachanbau rückseitig; hier zusätzlich große Fensterdurchbrüche. | 30843845 |                |
| Hauptstraße 20 53° 1′ 31″ N, 11° 27′ 52″ O            | Wohnhaus                                  | Zweigeschossiger, traufständiger, Fachwerkbau mit Backsteinausfachung und wohl bauzeitlicher Sichtbacksteinfassade straßenseitig, unter Halbwalmdach in Hohlpfannendeckung. Ursprünglich symmetrische Fassadengestaltung mit sieben Fensterachsen im Obergeschoss und mittigem Eingang, im Erdgeschoss mehrfach verändert. Backstein-Zierband als geschosstrennendes Gesims. Zweiflügelige Eingangstür mit Oberlicht. | 30843826 |                |
| Hauptstraße 21 53° 1′ 31″ N, 11° 27′ 50″ O            | Wohnhaus                                  | Zweigeschossiger, traufständiger Fachwerkbau mit Backsteinausfachung auf Backsteinsockel unter einseitig abgewalmten Satteldach in Biberschwanzdeckung. Regelmäßig gegliederte Fassade mit sieben Fensterachsen im Obergeschoss und etwa mittigem Eingang im Erdgeschoss. Eingangstür mit vorgelegten Stufen und erhaltenem Oberlicht, Türflügel erneuert. Geteilte Fenster im Obergeschoss wohl teilweise bauzeitlich erhalten. | 30843805 |                |
| Hauptstraße 22 53° 1′ 31″ N, 11° 27′ 51″ O            | Wohnhaus                                  | Zweigeschossiger, traufständiger Fachwerkbau mit Backsteinausfachung auf Backsteinsockel unter Halbwalmdach in Biberschwanz-Kronendeckung. Fassade mit sechs Fensterachsen im Obergeschoss und außermittigem Eingang im Erdgeschoss. Erneuerte, zweiflügelige Haustür mit Oberlicht. | 30843784 |                |
| Hauptstraße 23 53° 1′ 31″ N, 11° 27′ 49″ O            | Gasthaus                                  | Zweigeschossiger, traufständiger Fachwerkbau mit Backsteinausfachungen auf Backsteinsockel unter Satteldach, teilweise unterkellert. Früherer Bauwich zum östlichen Nachbarhaus nachträglich verschlossen. Fassade mit sieben Fensterachsen im Obergeschoss. Ständer des westlichen Obergeschossfensters über einer Tordurchfahrt durch gegenläufige, gebogene Streben abgestützt. Zurückgesetzter Eingangsbereich außermittig mit vorgelegten Stufen. | 30843764 |                |
| Hauptstraße 24 53° 1′ 32″ N, 11° 27′ 50″ O            | Wohnhaus                                  | Schlichter, zweigeschossiger, traufständiger Fachwerkbau mit Backsteinausfachung auf Backsteinsockel unter Satteldach in Falzziegeldeckung. Erdgeschossfassade in Südostecke massiv ersetzt. Vier Fensterachsen im Obergeschoss, störender Ladeneinbau im Erdgeschoss. Zwei Hölzerne Giebelluken im Dachgeschoss. | 30843745 |                |
| Hauptstraße 25 53° 1′ 31″ N, 11° 27′ 48″ O            | Wohnhaus                                  | Zweigeschossiger, traufständiger Fachwerkbau mit Backsteinausfachung auf Backsteinsockel unter Satteldach, teilweise unterkellert. Fassade mit sieben Fensterachsen im Obergeschoss. Ständer des westlichen Obergeschossfensters über einer Tordurchfahrt durch gegenläufige, gebogene Streben abgestützt. Fassade im Erdgeschoss stark verändert, störender Ladeneinbau. | 30843864 |                |
| Hauptstraße 26 53° 1′ 32″ N, 11° 27′ 50″ O            | Wohnhaus                                  | Zweigeschossiger, traufständiger Fachwerkbau mit Backsteinausfachung auf Backsteinsockel unter Satteldach. Massive Sichtbacksteinfassade als Vorsatzschale am Nordwestgiebel. Straßenfassade mit sieben Fensterachsen im Obergeschoss. Erdgeschoss mehrfach verändert, mit zwei außermittigen Eingängen. Störende Gauben in beiden Dachflächen. | 30844037 |                |
| Hauptstraße 27 53° 1′ 32″ N, 11° 27′ 48″ O            | Wohnhaus                                  | Zweigeschossiger, traufständiger Fachwerkbau mit Backsteinausfachung auf massivem Keller unter Satteldach. Fassaden geschossweise vertikal verbrettert. Unregelmäßige Fassadengestaltung mit sechs Fenstern im Obergeschoss und fünf Fenstern in abweichenden Achsen sowie ehemalige Tordurchfahrt im Erdgeschoss. Inschrift verweist auf karitative Nutzung wohl in der zweiten Hälfte des 19. Jahrhunderts. | 30844018 |                |
| Hauptstraße 28 53° 1′ 32″ N, 11° 27′ 49″ O            | Wohnhaus                                  | Zweigeschossiger, giebelständiger, Fachwerkbau mit Backsteinausfachung auf hohem Sockel unter Halbwalmdach in Falzziegeldeckung, teilweise unterkellert. Ursprünglich regelmäßige Fassadengliederung mit vier Fensterachsen im Obergeschoss, im Erdgeschoss durch nachträglichen Schaufenstereinbau verändert. Außermittiger Eingang mit vier vorgelegten Stufen und zweiflügeliger Tür mit Oberlicht. | 30843997 |                |
| Hauptstraße 29 53° 1′ 32″ N, 11° 27′ 47″ O            | Wohnhaus                                  | Zweigeschossiger, traufständiger Fachwerkbau mit Backsteinausfachung auf Backsteinsockel unter Halbwalmdach in Falzziegeldeckung. Ursprünglich symmetrische Fassadengestaltung mit fünf Fensterachsen im Obergeschoss und mittigem Eingang, durch nachträglichen Schaufenstereinbau verändert. | 30841755 |                |
| Hauptstraße 31 53° 1′ 32″ N, 11° 27′ 47″ O            | Wohnhaus                                  | Zweigeschossiger, traufständiger Fachwerkbau mit Backsteinausfachung auf massivem Sockel unter Satteldach. Ursprünglich symmetrische Fassadengliederung mit fünf Fensterachsen im Obergeschoss und mittigem Eingang, Erdgeschoss nachträglich verändert mit abweichenden Ständer- und Fensterachsen. | 30843688 |                |
| Hauptstraße 32 53° 1′ 33″ N, 11° 27′ 47″ O            | Gasthaus                                  | Zweigeschossiger, langgestreckter, traufständiger Fachwerkbau mit Backsteinausfachung unter Halbwalmdach, teilweise unterkellert. Erdgeschoss straßenseitig mit Vorsatzschale in Sichtbackstein, Obergeschoss verkleidet. Nordöstliche Giebelseite massiv ersetzt. Ursprünglich symmetrische Fassadengliederung mit neun Fensterachsen im Obergeschoss und mittigem Eingang, durch Umbauten im Erdgeschoss verändert. | 30843669 |                |
| Hauptstraße 33 53° 1′ 32″ N, 11° 27′ 46″ O            | Wohnhaus                                  | Eingeschossiger, traufständiger Fachwerkbau mit Backsteinausfachungen auf massivem Sockel unter Satteldach in Falzziegeldeckung. Dreiachsiges Zwerchhaus straßenseitig mittig. Straßenseitige Fassade mehrfach verändert. | 30843726 |                |
| Hauptstraße 37 53° 1′ 33″ N, 11° 27′ 46″ O            | Wohnhaus                                  | Zweigeschossiger, traufständiger Fachwerkbau mit Backsteinausfachung auf Backsteinsockel unter Satteldach. Ursprünglich regelmäßige Fassadengliederung mit fünf Fensterachsen im Obergeschoss, Erdgeschossfassade straßenseitig mehrfach verändert. | 30843611 |                |
| Hauptstraße 39 53° 1′ 33″ N, 11° 27′ 45″ O            | Wohn-/Geschäftshaus                       | Eingeschossiger Fachwerkbau mit Backsteinausfachung unter Satteldach. Dreiachsiges Zwerchhaus außermittig an der Straßenseite. Massiver Laden-Anbau am Nordwestgiebel an der Ecke zur Hahnenberger Straße. | 30843592 |                |
| Hauptstraße 44 53° 1′ 33″ N, 11° 27′ 46″ O            | Wohnhaus                                  | Eingeschossiger, traufständiger Fachwerkbau mit Backsteinausfachung unter Halbwalmdach in Biberschwanz-Doppeldeckung. Großes, zweiachsiges Zwerchhaus außermittig in der straßenseitigen Dachfläche mit großem, von Knaggen unterstütztem Dachüberstand, vermutlich nachträglich Ende des 19. Jahrhunderts aufgesetzt. Fassade im Erdgeschoss mit leicht außermittigem Eingang und beiderseits je drei Fensterachsen. Einflügelige Eingangstür mit Oberlicht und vorgelegten Stufen. | 30843535 |                |
| Hauptstraße 53° 1′ 27″ N, 11° 27′ 59″ O               | St.-Georg-Kirche (Bauwerk)                | Die Kirche wurde 1724 nach Plänen von Borchmann erbaut. Die in Ziegelmauerwerk errichtete Barockkirche mit Mansarddach hat einen kleinen Turm. Die Orgel wurde von Johann Matthias Hagelstein aus Lüneburg erbaut. | 30844686 | Weitere Bilder |
| Hauptstraße 53° 1′ 26″ N, 11° 27′ 58″ O               | Glockenturm                               | Separater Glockenturm, frei stehend vor dem Westgiebel der Kirche. Zweistöckiger Fachwerkbau mit Backsteinausfachung auf Backsteinsockel unter Satteldach in Biberschwanzdeckung. | 30844664 |                |
| Rosengasse 1 53° 1′ 34″ N, 11° 27′ 47″ O              | Wohnhaus                                  | Eingeschossiger, traufständiger Fachwerkbau mit Backsteinausfachung unter Satteldach. Dreiachsiges Zwerchhaus in der straßenseitigen Dachfläche, Erdgeschossfassade mit fünf Achsen und mittigem Eingang. Bauzeitliche Fenster teilweise erhalten. Bauzeitliche, zweiflügelige Eingangstür mit Oberlicht. | 30843554 |                |
| Rosengasse 3 53° 1′ 34″ N, 11° 27′ 47″ O              | Wohnhaus                                  | Eingeschossiger, traufständiger Fachwerkbau mit Backsteinausfachung unter Satteldach. | 30843573 |                |
| Rosengasse 4 53° 1′ 34″ N, 11° 27′ 48″ O              | Wohnhaus                                  | Eingeschossiger, traufständiger Fachwerkbau mit Backsteinausfachung unter Satteldach. Kleines Zwerchhaus, ursprünglich mit Ladeluke, ausmittig in der straßenseitigen Dachfläche. | 30843650 |                |
| Springstraße 1 53° 1′ 33″ N, 11° 27′ 42″ O            | ehem. Kaiserliches Postamt (Wohnhaus)     | Zweigeschossiges Fachwerkgebäude mit Backsteinausfachung auf Backsteinsockel in Ecklage. Walmdach mit Firstrichtung parallel zur Hahnenberger Straße und steiles Krüppelwalmdach im nördlichen Bereich in Querrichtung mit Zwerchgaube an der Nordseite über nicht erhaltenem Balkon. Leichte Obergeschoss- und Giebelvorkragung. Ursprüngliche Erschließung in der nördlichen Achse der Ostfassade, dort heute Fenster. Errichtet 1895. | 30843517 |                |
| Springstraße 2 53° 1′ 34″ N, 11° 27′ 44″ O            | Wohnhaus                                  | Zweigeschossiger, traufständiger Fachwerkbau mit Backsteinausfachung unter Halbwalmdach in Biberschwanz-Kronendeckung. Straßenseitige Fassade im Erdgeschoss massiv in Sichtbackstein ersetzt. Regelmäßige Fassadengliederung mit sechs Fensterachsen im Obergeschoss mit großen Ständerabständen. Symmetrische Anordnung zweier mehrzügiger, firstmittiger Schornsteine. | 30843498 |                |
| Springstraße 4 53° 1′ 34″ N, 11° 27′ 42″ O            | Verwaltungs- und Wohnhaus                 | Zweigeschossiger, traufständiger Fachwerkbau mit Backsteinausfachung auf Backsteinsockel unter Walmdach in Hohlpfannendeckung, teilweise unterkellert. Streng symmetrische Fassade mit sieben Fensterachsen im Obergeschoss und mittigem Eingang im Erdgeschoss. Bauzeitliche zweiflügelige Eingangstür mit hölzerner architektonischer Rahmung und vorgelegten Stufen sowie Oberlicht mit Feston-Motiv. | 30843475 |                |
| Springstraße 9 53° 1′ 34″ N, 11° 27′ 38″ O            | Wohnhaus                                  | Zweigeschossiger, traufständiger Sichtbacksteinbau unter Halbwalmdach, ursprünglich in Biberschwanz-Kronendeckung, teilweise unterkellert. Ursprünglich symmetrische Straßenfassade mit sieben Fensterachsen im Obergeschoss und mittigem Eingang, verändert durch nachträglichen Schaufenstereinbau. Zweiflügelige Eingangstür mit Oberlicht. Sohlbänke und Traufgesims mit Formsteinen, Geschossgesims mit Backstein-Ziersetzung. Störende nachträgliche Dachgauben. | 30843457 |                |
| Springstraße 38 53° 1′ 36″ N, 11° 27′ 29″ O           | Wohn-/Wirtschaftsgebäude                  | Eingeschossiger, traufständiger Fachwerkbau mit Backsteinausfachung auf Backsteinsockel unter Satteldach in Falzziegeldeckung. Symmetrische Fassadengliederung mit jeweils drei Fensterachsen beiderseits des mittigen Eingangs. Zweiflügelige Eingangstür mit Oberlicht. | 30843438 |                |

## Buchhorst

### Einzeldenkmal in Buchhorst
| Lage                                       | Bezeichnung                  | Beschreibung | ID       | Bild |
| ------------------------------------------ | ---------------------------- | --- | -------- | ---- |
| Buchhorstdamm 4 53° 1′ 3″ N, 11° 27′ 40″ O | ehem. Gärtnerhaus (Wohnhaus) | Das Wohnhaus wurde 1714 erbaut. Es ist eines der wenigen Häuser der Siedlung Buchhorst. Es ist ein eingeschossiges Haus mit einem Mansarddach. | 30844547 |      |

## Elbholz

### Gruppen baulicher Anlagen in Elbholz
| Lage                        | Bezeichnung | Beschreibung | ID       | Bild           |
| --------------------------- | ----------- | --- | -------- | -------------- |
| 53° 3′ 20″ N, 11° 28′ 56″ O | Siedlung    | Siedlung aus drei Wohnhäusern am Elbdeich am Rande des Forstes 'Elbholz'. Errichtet in der zweiten Hälfte des 18. Jahrhunderts. Ursprünglich Unterkunft für Elbfischer. Ein Gebäude wurde von Johann Gottlieb von Bernstorff errichtet. | 30826589 | Weitere Bilder |

### Einzeldenkmale in Elbholz
| Lage                                  | Bezeichnung | Beschreibung | ID       | Bild |
| ------------------------------------- | ----------- | --- | -------- | ---- |
| Elbholz 1 53° 3′ 19″ N, 11° 28′ 56″ O | Wohnhaus    | Eingeschossiger, langgestreckter Fachwerkbau mit Backsteinausfachung unter Halbwalmdach in Reetdeckung. Auffällig große, mehrzügige Schornsteine. Ursprünglich wohl mehrere Wohneinheiten. Laut Karte der Kurhannoverschen Landesaufnahme von 1775 Fischerkate. | 30844508 |      |
| Elbholz 2 53° 3′ 21″ N, 11° 28′ 55″ O | Wohnhaus    | Kleines Zweiständer-Fachwerkhaus unter Halbwalmdach in Reetdeckung. Ausfachung mit Lehmstakung, im Erdgeschoss teilweise durch Backstein ersetzt. Längsdiele mit nachträglich nach rechts versetztem, ausmittigem Tor. Inschrift am Dielentorsturz: "ANDREAS GOTTLIEB VON BERNSTORFF DEN 3. JUNIUS/ ANNO 1761". Laut Karte der Kurhannoverschen Landesaufnahme von 1775 Fischerkate. | 30844487 |      |
| Elbholz 3 53° 3′ 22″ N, 11° 28′ 58″ O | Wohnhaus    | Zweiständer-Fachwerkhaus mit Backsteinausfachung unter Halbwalmdach in Reetdeckung. Längsdiele mit mittigem Einfahrtstor im Westgiebel. Auffällig großer, mehrzügiger Schornstein. Laut Karte der Kurhannoverschen Landesaufnahme von 1775 Fischerkate. | 30844466 |      |

## Falkenmoor

### Einzeldenkmale in Falkenmoor
| Lage                                     | Bezeichnung                                 | Beschreibung | ID       | Bild |
| ---------------------------------------- | ------------------------------------------- | --- | -------- | ---- |
| Falkenmoor 1 53° 0′ 52″ N, 11° 26′ 8″ O  | Forsthaus (Wohnhaus)                        | Das Forsthaus wurde zu Beginn des 19. Jahrhunderts erbaut, das Gebiet hier wurde damals aufgeforstet. Eingeschossiger Fachwerkbau mit Backsteinausfachung auf hohem Backsteinsockel unter Satteldach. Leicht außermittiger Eingang, beiderseits jeweils drei Fensterachsen in unterschiedlichem Abstand.                             | 30844449 |      |
| Falkenmoor 2 53° 0′ 54″ N, 11° 26′ 15″ O | Waldarbeiterhaus (Wohn-/Wirtschaftsgebäude) | Eingeschossiger Fachwerkbau mit Backsteinausfachung unter Satteldach. Vermutlich jüngerer Anbau an der westlichen Traufseite unter abgeschlepptem Dach mit Windfang unter Satteldach. Je eine Schleppgaube auf beiden Dachflächen über dem Wohnteil. Je eine Toreinfahrt am Nordgiebel und an beiden Traufseiten im Wirtschaftsteil. | 30844432 |      |

## Laasche

### Einzeldenkmale in Laasche
| Lage                                     | Bezeichnung               | Beschreibung | ID       | Bild |
| ---------------------------------------- | ------------------------- | --- | -------- | ---- |
| Dorfstraße 3 53° 2′ 29″ N, 11° 24′ 41″ O | Wohn-/ Wirtschaftsgebäude | Eingeschossiger Fachwerkbau mit Backsteinausfachung unter Halbwalmdach in Reetdeckung. Querdiele mit Einfahrtstor unter Zwerchgiebel an der östlichen Traufseite. Windfang unter abgeschlepptem Dach an der westlichen Traufseite. Vollständig zu Wohnzwecken ausgebaut. Inschrift am Dielentorsturz: "Johann Heinrich Erdmann Tege. Marie Friederieke Dorothee Tege geb. Lange Errichtet den/ 2. April 1880". | 30843420 | BW   |
| Dorfstraße 5 53° 2′ 27″ N, 11° 24′ 45″ O | Wohn-/ Wirtschaftsgebäude | Vierständer-Fachwerkhaus mit Backsteinausfachung unter Halbwalmdach in Hohlpfannendeckung. Weitgehend zu Wohnzwecken ausgebaut. Verwitterte Inschrift mit nicht vollständig lesbarer Datierung "186..." am Hauptbalken. Im Norden rechtwinklig angebautes, jüngeres Stallgebäude. | 30843383 | BW   |

## Nienwalde

### Gruppen baulicher Anlagen in Nienwalde
| Lage                        | Bezeichnung              | Beschreibung | ID       | Bild |
| --------------------------- | ------------------------ | --- | -------- | ---- |
| 53° 0′ 21″ N, 11° 29′ 16″ O | Siedlungskern (Ortskern) | 1836 nach einem Brand des ursprünglichen Dorfes etwas abseits planmäßig neu angelegte Siedlung mit rechtwinklig angelegten, breiten Straßen. Große Hofparzellen mit weit auseinander stehenden und damit weniger brandgefährdeten Gebäuden. Häufig Inschriften, die auf den Brand Bezug nehmen, sowie inschriftliche Datierungen. | 30826619 | BW   |

### Einzeldenkmale in Nienwalde
| Lage                                          | Bezeichnung               | Beschreibung | ID                              | Bild |
| --------------------------------------------- | ------------------------- | --- | ------------------------------- | ---- |
| Alte Höfe 12 53° 0′ 32″ N, 11° 29′ 44″ O      | Wohnhaus                  | Eingeschossiger Fachwerkbau mit Backsteinausfachung auf massivem Sockel unter Satteldach in Ziegeldeckung mit Drempel. Zweiachsiges Zwerchhaus ausmittig in der straßenseitigen Dachfläche. Große giebelseitige Dachüberstände mit Freigespärren. Hölzerne Fensterrahmungen mit Rauten- und Rechteckmustern an den Stürzen. | 30843329                        |      |
| Alte Höfe 14, 14A 53° 0′ 32″ N, 11° 29′ 47″ O | Hofanlage                 | Die Hofanlagen wurden bei dem Brand am 24. Mai 1836 verschont. Angelegt wurden sie im 18. Jahrhundert. | 30843310/1/-/ 30826609 30843310 |      |
| Dorfstraße 3 53° 0′ 30″ N, 11° 29′ 20″ O      | Wohn-/ Wirtschaftsgebäude | Eingeschossiges, traufständiges Querdielenhaus in Fachwerk mit Backstein- und Lehmstakenausfachung unter Satteldach auf dem rückwärtigen Teil des Grundstückes Dorfstraße 3. Im Norden nachträglich verlängert. Erdgeschoss im südlichen Wohnteil niedriger, darüber Drempel. Inschrift mit Datierung am Sturz über dem südlichen (linken) Dielentor mit Datierung 1833, verändert mit neuer Datierung 1845. | 30842843                        | BW   |
| Birkenweg 6 53° 0′ 27″ N, 11° 29′ 17″ O       | Wohn-/ Wirtschaftsgebäude | Eingeschossiges, weit von der Straße zurückgesetztes, traufständiges Querdielenhaus in Fachwerk mit Backsteinausfachung unter Satteldach. Erdgeschoss im Wohnteil niedriger, darüber Drempel. Inschrift mit Datierung am Sturz über dem Dielentor: "Joachim Heinrich Schumacher Catherine Dorathea Schumacher geborne Beußel Anno 1837/ dem 17. Merz". Ursprünglich Teil einer großen Hofanlage mit der heutigen Dorfstraße 11. | 30843270                        | BW   |
| Birkenweg 10 53° 0′ 26″ N, 11° 29′ 16″ O      | Wohn-/ Wirtschaftsgebäude | Eingeschossiges, weit von der Straße zurückgesetztes, traufständiges Querdielenhaus in Fachwerk mit Backsteinausfachung unter Satteldach. Erdgeschoss im Wohnteil niedriger, darüber Drempel. Inschrift mit Datierung am Sturz über dem Dielentor: "Joachiem Christoff Beissel Marie Sophie Beissel geborne Lütken aus Hawerland/ Anno 1837/ den 19ten Mai". | 30842516                        | BW   |
| Birkenweg 14 A 53° 0′ 24″ N, 11° 29′ 15″ O    | Wohn-/ Wirtschaftsgebäude | Eingeschossiges, weit von der Straße zurückgesetztes, traufständiges Querdielenhaus in Fachwerk mit Backsteinausfachung unter Satteldach. Im Wohnteil Erdgeschoss niedriger, darüber Drempel. Inschrift mit Datierung an der Schwelle des Drempels im Wohnteil: "Heinrich Schulze. Anna Sophia Gebohrne Freädeken. den 14tenn Julius. 1836". Ursprünglich Teil einer großen Hofanlage zusammen mit der heutigen Dorfstraße 15. | 30843171                        | BW   |
| Dorfstraße 53° 0′ 22″ N, 11° 29′ 19″ O        | Gefallenendenkmal         | Stele auf Steinhaufen, für Gefallene des 1. Weltkriegs aus Nienwalde. Steintafel und sechs Steinkreuze für Gefallene und Vermisste des 2. Weltkrieges. | 30842962                        |      |
| Dorfstraße 3 53° 0′ 28″ N, 11° 29′ 23″ O      | Wohn-/ Wirtschaftsgebäude | Vierständerhaus in Fachwerk mit Backsteinausfachung unter Satteldach. Fachwerk traufseitig zum Teil rekonstruiert. Vollständig zu Wohnzwecken ausgebaut. Inschrift mit Datierung am Sturz über dem ehemaligen Dielentor: "Johann Friedrich Järneke Dorothea Elisabeth Järneke/ geborne Beier den 15ten Juli/ Anno 1836". | 30842865                        |      |
| Dorfstraße 3 53° 0′ 30″ N, 11° 29′ 20″ O      | Wohn-/ Wirtschaftsgebäude | Eingeschossiges, traufständiges Querdielenhaus in Fachwerk mit Backstein- und Lehmstakenausfachung unter Satteldach auf dem rückwärtigen Teil des Grundstückes Dorfstraße 3. Im Norden nachträglich verlängert. Erdgeschoss im südlichen Wohnteil niedriger, darüber Drempel. Inschrift mit Datierung am Sturz über dem südlichen (linken) Dielentor mit Datierung 1833, verändert mit neuer Datierung 1845. | 30842843                        | BW   |
| Dorfstraße 4 53° 0′ 27″ N, 11° 29′ 26″ O      | Wohn-/ Wirtschaftsgebäude | Vierständerhaus in Fachwerk mit Backsteinausfachung unter Satteldach. Vollständig zu Wohnzwecken ausgebaut. Inschrift mit Datierung am Sturz über dem ehemaligen Dielentor: "Johann Christian Beußel Maria Eliesabet Beußel gebo Flack/ Aus Lanße den 1 Julius/ Anno 1836". | 30842822                        |      |
| Dorfstraße 5 53° 0′ 28″ N, 11° 29′ 19″ O      | Wohn-/ Wirtschaftsgebäude | Eingeschossiges, weit von der Straße zurückgesetztes, traufständiges Querdielenhaus in Fachwerk mit Backsteinausfachung unter Satteldach. Inschrift mit Datierung am Sturz über dem Dielentor: "Joachim Heinrich Pflughaupt Catarina Elisabeth Pflughaupt gborne Bade/ den 26 Apl 1837". | 30842801                        | BW   |
| Dorfstraße 6 53° 0′ 26″ N, 11° 29′ 28″ O      | Wohn-/ Wirtschaftsgebäude | Eingeschossiger Fachwerkbau mit Backsteinausfachung, traufständig zur Dorfstraße, weit von der Straße zurückgesetzt, unter Satteldach in Ziegeldeckung. Teilweise massiv erneuert, Querdiele zugesetzt. Ursprünglich Teil einer großen Hofanlage mit der heutigen Dorfstraße 4. | 30842782                        | BW   |
| Dorfstraße 11 53° 0′ 26″ N, 11° 29′ 20″ O     | Wohn-/ Wirtschaftsgebäude | Eingeschossiges, giebelständiges Querdielenhaus in Fachwerk mit Backsteinausfachung unter Satteldach. Vollständig zu Wohnzwecken ausgebaut. Ursprünglicher Wohnteil straßenseitig mit niedrigerem Erdgeschoss, darüber Drempel. | 30843209                        |      |
| Dorfstraße 12 53° 0′ 24″ N, 11° 29′ 26″ O     | Wohn-/ Wirtschaftsgebäude | Eingeschossiges, weit von der Straße zurückgesetztes, traufständiges Querdielenhaus in Fachwerk mit Backsteinausfachung unter Satteldach. Wohnteil stark überformt. Nachträgliches Zwerchhaus auf der Nordwestlichen Traufseite. Ursprünglich Teil einer großen Hofanlage mit der heutigen Dorfstraße 14. | 30842704                        | BW   |
| Dorfstraße 13 53° 0′ 25″ N, 11° 29′ 19″ O     | Wohn-/ Wirtschaftsgebäude | Eingeschossiges, giebelständiges Querdielenhaus in Fachwerk mit Backsteinausfachung unter Satteldach, mit zwei Querdiele. Vollständig zu Wohnzwecken ausgebaut. Ursprünglicher Wohnteil straßenseitig mit niedrigerem Erdgeschoss, darüber Drempel. Ursprünglich Teil einer großen Hofanlage mit dem heutigen Birkenweg 10. | 30842683                        |      |
| Dorfstraße 14 53° 0′ 25″ N, 11° 29′ 23″ O     | Wohn-/ Wirtschaftsgebäude | Inschrift: ‚Joachim Heinrich Niemann Anna Ehliesabet Niemann geboren/ Meyer aus Gorleben Erbauet den ... Julius/ Anno 1836‘. Ursprünglich Teil einer großen Hofanlage mit der heutigen Dorfstraße 12. | 30842662                        |      |
| Dorfstraße 15 53° 0′ 23″ N, 11° 29′ 17″ O     | Wohn-/ Wirtschaftsgebäude | Eingeschossiger, giebelständiger Fachwerkbau mit Backsteinausfachung unter Satteldach. Wirtschaftsteil zu Wohnzwecken ausgebaut. Erdgeschoss im Wohnteil niedriger, darüber Drempel. Gebäude durch jüngeren Stallanbau in Sichtbackstein im 20. Jahrhundert nach Nordwesten verlängert oder Wirtschaftsteil durch diesen Stall ersetzt. Inschrift auf der Schwelle des Drempels auf der nordöstlichen Traufseite: "Kasper Heinrich Schultze Anna Sophiea Schultzen geboren Fredrich aus Maußer den 31 May 1837". Ursprünglich Teil einer großen Hofanlage mit dem heutigen Birkenweg 14a. | 30842641                        |      |
| Dorfstraße 16 53° 0′ 24″ N, 11° 29′ 21″ O     | Wohn-/ Wirtschaftsgebäude | Eingeschossiges, giebelständiges Querdielenhaus in Fachwerk mit Backsteinausfachung unter Satteldach. Wirtschaftsteil zur Straße ausgerichtet. Wohnteil hofseitig mit niedrigerem Erdgeschoss, darüber Drempel. Ursprünglich Teil einer großen Hofanlage mit dem heutigen Eichenweg 7. | 30842620                        | BW   |
| Dorfstraße 19 53° 0′ 20″ N, 11° 29′ 14″ O     | Gasthaus                  | Eingeschossiger Fachwerkbau mit Backsteinausfachung unter Satteldach mit hohem Drempel. Dreiachsiges Zwerchhaus mittig in der straßenseitigen Dachfläche. Große giebelseitige Dachüberstände mit Freigespärren. Annähernd symmetrische Gliederung der Straßenfassade mit zwei Eingängen beiderseits des Zwerchhauses und drei Fensterachsen je Fassadendrittel. | 30842558                        |      |
| Dorfstraße 20 53° 0′ 19″ N, 11° 29′ 19″ O     | Wohn-/ Wirtschaftsgebäude | Eingeschossiges, traufständiges Querdielenhaus auf dem rückwärtigen Teil des Grundstücks. Fachwerkbau mit Backsteinausfachung unter Satteldach. Wohnteil in Ständerbauweise mit Drempelgeschoss mit auf Wandriegeln aufgelegten Deckenbalken. Südwestlich längs angebautes, kleineres Nebengebäude in Fachwerk mit Backsteinausfachung unter eigenem Satteldach. Inschrift am Hauptbalken des Nordostgiebels, ohne Datierung. | 30842181                        | BW   |
| Dorfstraße 20 53° 0′ 20″ N, 11° 29′ 17″ O     | Wohn-/ Wirtschaftsgebäude | Eingeschossiger, traufständiges Querdielenhaus in Fachwerk mit Backsteinausfachung unter Satteldach. Dreiachsiges Zwerchhaus außermittig in der straßenseitigen Dachfläche. Querdurchfahrt südlich des Zwerchhauses. Inschrift mit Datierung am Sturz über dem Dielentor: "Joachim Friedrich Christoph Riege Erbauet den 15 Junius/ Anno 1855".. | 30842537                        |      |
| Dorfstraße 21 53° 0′ 19″ N, 11° 29′ 13″ O     | Wohn-/ Wirtschaftsgebäude | Eingeschossiges, giebelständiges Vierständerhaus in Fachwerk mit Backsteinausfachung unter Satteldach. Wirtschaftsteil zur Straße ausgerichtet. Wohnteil hofseitig mit niedrigerem Erdgeschoss, darüber Drempel. Verwitterte Inschrift am Sturz über dem Dielentor: "Johann Joachim Grim Anna Maria Grim gb. Ringelhot/ Aus Holzdorf Erbauet den ... Julius/ Anno 1836". | 30842221                        |      |
| Dorfstraße 25 53° 0′ 17″ N, 11° 29′ 10″ O     | Wohn-/ Wirtschaftsgebäude | Querdielen-Doppelwohnhaus in Fachwerk mit Backsteinausfachung unter Satteldach in Biberschwanz-Doppeldeckung. Fachwerkkonstruktion nach zwischenzeitlich teilweisem Ersatz durch massives Mauerwerk teilweise rekonstruiert. Inschrift mit Datierung über dem Dielentor: " Johan. Joachim. Karl. Pewestorf. Dorate. Marie. Pewestorf/ Gb Hamann Eb. den 29. April Anno 1881". | 30842439                        |      |
| Dorfstraße 26 53° 0′ 16″ N, 11° 29′ 15″ O     | Scheune                   | Traufständiger, weit von der Straße zurückgesetzter Fachwerkbau mit Backsteinausfachungen unter Satteldach. Ursprünglich mit Lehmstakung ausgefacht. Zwei Quereinfahrten auf der Nordwestseite. | 30842397                        |      |
| Dorfstraße 26 53° 0′ 17″ N, 11° 29′ 14″ O     | Wohn-/ Wirtschaftsgebäude | Eingeschossiges, giebelständiges Vierständer-Fachwerkhaus mit Backsteinausfachung unter Satteldach in Reetdeckung. Wirtschaftsteil zu Wohnzwecken ausgebaut. Erdgeschoss im Wohnteil niedriger, darüber Drempel. Inschrift auf der Schwelle des Drempels auf der nordöstlichen Traufseite und weitere Inschrift mit Datierung über dem Dielentor: "Joachim Friedrich Schröder Ilse Catriena Schröder gb Loman/ Aus Kapern Den 11. Julius/ Anno 1836". | 30842418                        |      |
| Dorfstraße 26 53° 0′ 16″ N, 11° 29′ 14″ O     | Nebengebäude              | Eingeschossiges Gebäude unter Satteldach. Hoher Backsteinsockel mit niedriger, ein Gefach hoher Fachwerkkonstruktion mit Backsteinausfachung. Nordwestgiebel teilweise massiv ersetzt, mit jüngerem Backstein-Außenschornstein. Vermutlich ursprünglich Stall. | 34567104                        | BW   |
| Dorfstraße 27 53° 0′ 15″ N, 11° 29′ 8″ O      | Wohn-/ Wirtschaftsgebäude | Eingeschossiger, traufständiger Fachwerkbau mit Backsteinausfachung unter Halbwalmdach in Hohlpfannendeckung. Wirtschaftsteil rückwärtig mit Querdiele, Erdgeschoss im straßenseitigen Wohnteil niedriger, darüber Drempel. Fenstereinbauten verändert. | 30842378                        |      |
| Dorfstraße 28 53° 0′ 15″ N, 11° 29′ 13″ O     | Scheune                   | Traufständiger, von der Straße zurückgesetzter Fachwerkbau unter Satteldach in Reetdeckung. Ausfachung ursprünglich mit Lehmsteinen, teilweise durch Backstein ersetzt. Zwei Quereinfahrten an der nordwestlichen Traufseite. | 30842336                        | BW   |
| Dorfstraße 28 53° 0′ 16″ N, 11° 29′ 12″ O     | Wohnhaus                  | Langgestreckter, eingeschossiger, traufständiger Fachwerkbau mit Backsteinausfachung unter Satteldach in Biberschwanzdoppeldeckung. Zwei bauzeitliche Eingänge an der nordwestlichen Traufseite, zusätzlicher giebelseitiger Zugang im Nordosten. Rückseitig jüngerer Windfang-Anbau unter abgeschlepptem Dach. | 30842357                        |      |
| Dorfstraße 30 53° 0′ 14″ N, 11° 29′ 14″ O     | Wohnhaus                  | Traufständiges, weit von der Straße zurückgesetztesm, eingeschossiges Wohnhaus in Fachwerk mit Backsteinausfachung unter Satteldach in Schieferdeckung. Dreiachsiges, außermittiges Zwerchhaus unter flachem Satteldach an der nordwestlichen Traufseite. | 30842280                        |      |
| Dorfstraße 30 53° 0′ 13″ N, 11° 29′ 15″ O     | Scheune                   | Parallel zum Wohnhaus ausgerichteter, eingeschossiger Fachwerkbau im rückwärtigen Teil des Grundstücks mit Backsteinausfachung unter Satteldach. Zwei Quereinfahrten an der nordwestlichen Traufseite. | 34567194                        | BW   |
| Dorfstraße 32 53° 0′ 13″ N, 11° 29′ 10″ O     | Wohn-/ Wirtschaftsgebäude | Eingeschossiges Wohnhaus in Ecklage, giebelständig zur Dorfstraße, traufständig zum Tannenweg. Fachwerkbau mit Backsteinausfachung unter Satteldach. Beide Giebel nach zwischenzeitlichem massiven Ersatz in Fachwerk rekonstruiert, Giebeldreiecke senkrecht verschalt. Ursprünglicher Wirtschaftsteil im Südosten, Wohnteil straßenseitig mit niedrigerem Erdgeschoss, darüber Drempel. Inschrift traufseitig an der nordöstlichen Drempelschwelle. | 30842261                        | BW   |
| Dorfstraße 32 53° 0′ 12″ N, 11° 29′ 10″ O     | Stall                     | Langgestreckter, eingeschossiger Fachwerkbau mit Backsteinausfachung, traufständig auf der Grundstücksgrenze, unter Satteldach in Hohlpfannendeckung. Backsteinsockel mit Formstein-Rollschicht. Außermittige Quereinfaht. | 34567251                        | BW   |
| Eichenweg 3 53° 0′ 25″ N, 11° 29′ 27″ O       | Wohn-/ Wirtschaftsgebäude | Eingeschossiges, weit von der Straße zurückgesetztes, traufständiges Querdielenhaus in Fachwerk mit Backsteinausfachung unter Satteldach. Erdgeschoss im Wohnteil niedriger, darüber nachträglich ausgebautes Drempelgeschoss. Ursprünglich Teil einer großen Hofanlage mit der heutigen Dorfstraße 8.Ursprünglich Teil einer großen Hofanlage mit der heutigen Dorfstraße 8. | 30843230                        | BW   |
| Eichenweg 7 53° 0′ 22″ N, 11° 29′ 24″ O       | Wohn-/ Wirtschaftsgebäude | Eingeschossiges, weit von der Straße zurückgesetztes, traufständiges Querdielenhaus in Fachwerk mit Backsteinausfachung unter Satteldach. Erdgeschoss im Wohnteil niedriger, darüber Drempel. Nachträgliche bzw. veränderte Inschrift mit Datierung am Sturz über dem Dielentor: "Johann Joachim Schultz Gebaut den 20. May/ Anno 1863". Ursprünglich Teil einer großen Hofanlage mit der heutigen Dorfstraße 16. | 38552698                        | BW   |
| Eichenweg 9 53° 0′ 21″ N, 11° 29′ 23″ O       | Wohn-/ Wirtschaftsgebäude | Eingeschossiges, weit von der Straße zurückgesetztes, traufständiges Querdielenhaus in Fachwerk mit Backsteinausfachung unter Satteldach. Erdgeschoss im Wohnteil niedriger, darüber Drempel. Inschrift mit Datierung am Sturz über dem Dielentor: "Johann Christian Fabel Catriena Loise Fabel geb Badien/ den 19 julius 1836". Ursprünglich Teil einer großen Hofanlage mit der heutigen Dorfstraße 18. | 30842580                        |      |
| Eichenweg 13 -15 53° 0′ 17″ N, 11° 29′ 18″ O  | Wohn-/ Wirtschaftsgebäude | Traufständiges Querdielenhaus in Fachwerk mit Backsteinausfachung unter Satteldach. Ursprünglich Teil einer Hofanlage mit der heutigen Dorfstraße 22. Ehemals großer Wirtschaftsteil mit zwei Quereinfahrten vollständig zu Wohnzwecken ausgebaut. Heute als Doppelwohnhaus genutzt. Inschrift über dem linken Dielentor an der nordwestlichen Traufseite: "Hans Peter Christoph Tege. Anna Maria Krügern den 1ten Juli 1836". | 30842498                        |      |

### Ehemalige Denkmale in Nienwalde
| Lage                                      | Bezeichnung                  | Beschreibung                                                                                              | ID | Bild |
| ----------------------------------------- | ---------------------------- | --- | -- | ---- |
| Alte Höfe 2 53° 0′ 40″ N, 11° 29′ 28″ O   | Wohn- und Wirtschaftsgebäude | |    |      |
| Birkenweg 28 53° 0′ 16″ N, 11° 29′ 5″ O   | Wohn- und Wirtschaftsgebäude | |    | BW   |
| Dorfstraße 2 53° 0′ 29″ N, 11° 29′ 27″ O  | Hofanlage                    | Die Hofanlage gehört zu dem Ortsteil Alte Höfe. Er wurde nach dem Brand am 24. Mai 1836 wieder aufgebaut. |    |      |
| Dorfstraße 10 53° 0′ 25″ N, 11° 29′ 27″ O | Wohn- und Wirtschaftsgebäude | |    |      |
| Dorfstraße 18 53° 0′ 22″ N, 11° 29′ 18″ O | Wohn- und Wirtschaftsgebäude | |    |      |

## Quarnstedt

### Gruppen baulicher Anlagen in Quarnstedt
| Lage                              | Bezeichnung                                               | Beschreibung | ID       | Bild |
| --------------------------------- | --------------------------------------------------------- | --- | -------- | ---- |
| Nr. 9 53° 1′ 39″ N, 11° 28′ 32″ O | Ehemaliger Forsthof mit fassadenbezogener Baumbepflanzung | Ehemaliger Forsthof, außerhalb des Ortes und nördlich des Gutshofes gelegen, bestehend aus einem traufständigen Wohnhaus mit zwei großen, fassadenbezogen gepflanzten Linden vor dem Haus und einer giebelständigen Querdurchfahrtsscheune auf einem annähernd dreieckigen, mit einem Holzzaun eingefriedeten Grundstück. | 30826653 | BW   |

### Einzeldenkmale in Quarnstedt
| Lage                                         | Bezeichnung                                      | Beschreibung | ID                              | Bild |
| -------------------------------------------- | ------------------------------------------------ | --- | ------------------------------- | ---- |
| Gut Quarnstedt 53° 1′ 34″ N, 11° 28′ 19″ O   | Wohnhaus                                         | Zweigeschossiger Sichtbacksteinbau auf hohem Kellersockel unter Halbwalmdach mit Biberschwanz-Kronendeckung. 1801. Jüngere Anbauten aus zwei Ausbauphasen am Nordostgiebel. Kernbau mit Ecklisenen und umlaufendem, geschosstrennenden Zahnfries sowie symmetrisch gegliederten Fassaden. 1911. Aufgeständerter Balkon über der gartenseitigen Eingangstür an der Ostseite. Architekt: Franz Krüger, Lüneburg. 1912. | 39151803                        |      |
| Gut Quarnstedt 53° 1′ 32″ N, 11° 28′ 14″ O   | Kornspeicher Gut Quarnstedt (Bauwerk)            | Zweigeschossiger Fachwerkbau mit Backsteinausfachung und zwei Dachgeschossen unter beidseitig abgewalmtem Mansarddach in Biberschwanz Doppeldeckung. Anfang 18. Jahrhundert. | 30841774                        |      |
| Gut Quarnstedt 53° 1′ 32″ N, 11° 28′ 14″ O   | Ziehbrunnen                                      | | 30841986/1/-/ 30841967 30841986 |      |
| Quarnstedt 1 /1A 53° 1′ 38″ N, 11° 28′ 10″ O | Ehemalige Holländerei (Wohn-/Wirtschaftsgebäude) | Eingeschossiges, langgestrecktes, traufständiges Fachwerkgebäude mit Backsteinausfachung auf hohem Backsteinsockel unter Halbwalmdach, ursprünglich in Biberschwanz-Kronendeckung, mit flacher Fledermausgaube über der Eingangstür. Wohl bauzeitliche, zweiflügelige Haustür mit Oberlicht vorgelegten Stufen. | 30841947                        |      |
| Quarnstedt 2 53° 1′ 38″ N, 11° 28′ 30″ O     | ehem. Forsthaus (Wohnhaus)                       | Eingeschossiger, traufständiger Fachwerkbau mit Backsteinausfachung auf Backsteinsockel unter Halbwalmdach, ursprünglich in Biberschwanz-Kronendeckung, mit nachträglicher Schleppgaube straßenseitig. Symmetrische Straßenfassade mit mittiger, zweiflügeliger Eingangstür mit Oberlicht und beiderseits jeweils drei Fensterachsen.                                                                                | 30841908                        |      |
| Quarnstedt 2 53° 1′ 39″ N, 11° 28′ 32″ O     | Scheune                                          | Giebelständige Querdurchfahrtsscheune in Fachwerk mit Backsteinausfachung unter Satteldach in Reetdeckung. Gefüge überwiegend aus zweitverwendeten Hölzern, am Südgiebel mit Teil einer Inschrift senkrecht an einem Ständer:‚ANDREAS GOTTLIEB VON BERNSTORFF ANNO 1722 DEN 30‘. Giebelspitzen senkrecht verbrettert.                                                                                                | 30841926                        |      |
| Quarnstedt 6 53° 1′ 41″ N, 11° 28′ 6″ O      | Landarbeiterwohnhaus                             | Mehrfamilienhaus als eingeschossiger, langgestreckter, traufständiger Sichtbacksteinbau unter Satteldach. Jeweils ein mittiges Zwerchhaus mit Ladeluke unter Schleppdach an beiden Traufseiten, mit darunterliegender Eingangstür. Weitere Eingangstür an beiden Traufseiten jeweils in der Ansicht links des Zwerchhauses. Je zwei Ladeluken in den Giebeln. Inschrift mit Datierung "BG v B 1874" am Südostgiebel. | 30841793                        |      |
| Quarnstedt 8 53° 1′ 43″ N, 11° 28′ 2″ O      | Landarbeiterwohnhaus                             | Eingeschossiger, giebelständiger Fachwerkbau mit Backsteinausfachung unter Satteldach in Reetdeckung. Traufseitige Erschließung, straßenseitiger Giebel ohne Öffnungen im Erdgeschoss. Giebeldreiecke senkrecht verbrettert, mit je einer Ladeluke. | 30842004                        |      |
| Quarnstedt 10 53° 1′ 46″ N, 11° 27′ 57″ O    | Landarbeiterwohnhaus                             | Eingeschossiger, traufständiger Sichtbacksteinbau als Doppelhaus unter Satteldach mit kleinem, mittigem Zwerchgiebel in Form einer Fledermausgaube, ursprünglich in Reetdeckung. Symmetrische Straßenfassade mit jeweils fünf Fensterachsen und leicht außermittiger Eingangstür in beiden Haushälften. Inschrift mit Datierung "BG v B 1876" am Südostgiebel.                                                       | 30842024                        |      |
| Quarnstedt 12 53° 1′ 47″ N, 11° 27′ 55″ O    | Landarbeiterwohnhaus                             | Eingeschossiger, traufständiger Fachwerkbau mit Backsteinausfachung unter Satteldach in Biberschwanz-Doppeldeckung. Symmetrische Straßenfassade mit mittigem Eingang und beiderseits jeweils fünf Fensterachsen sowie gegenläufigen, Wandhohen Streben beiderseits der äußeren Fenster. Giebeldreiecke senkrecht verbrettert.                                                                                        | 30842044                        |      |

## Rondel

### Einzeldenkmal in Rondel
| Lage                                 | Bezeichnung | Beschreibung | ID       | Bild |
| ------------------------------------ | ----------- | --- | -------- | ---- |
| Rondel 1 53° 0′ 39″ N, 11° 23′ 23″ O | Forsthaus   | Das ehemalige Forsthaus befindet sich als Exklave in einem gemeindefreien Gebiet westlich von Gartow, direkt an der Kreuzung der Straßen Gartow - Trebel (B 493) und Prezelle - Meetschow. Das heutige Haus ist ein eingeschossiges aus Ziegelfachwerk mit einem Drempelgeschoß. Es wurde um 1900 erbaut. | 30841891 |      |

## Rucksmoor

### Gruppen baulicher Anlagen in Rucksmoor
| Lage                        | Bezeichnung             | Beschreibung | ID       | Bild |
| --------------------------- | ----------------------- | --- | -------- | ---- |
| 53° 0′ 14″ N, 11° 26′ 32″ O | ehem. Vorwerk Rucksmoor | Das ehemalige Vorwerk liegt als Exklave in einem gemeindefreien Gebiet südöstlich von Gartow. In der Kurhannoverschen Landesaufnahme von 1775/76 als "Roxmoor" bezeichnet. Heute bestehend aus einem langgestreckten Wohnhaus von 1733 sowie einer großen ehemaligen Scheune aus dem 18. Jahrhundert. | 30826664 | BW   |

### Einzeldenkmale in Rucksmoor
| Lage                                    | Bezeichnung | Beschreibung | ID       | Bild |
| --------------------------------------- | ----------- | --- | -------- | ---- |
| Rucksmoor 1 53° 0′ 17″ N, 11° 26′ 18″ O | Wohnhaus    | Eingeschossiger Fachwerkbau mit Backsteinausfachung unter Halbwalmdach in Reetdeckung. | 30841813 |      |
| Rucksmoor 2 53° 0′ 14″ N, 11° 26′ 33″ O | Wohnhaus    | Sehr langgestreckter, eingeschossiger Fachwerkbau mit Backsteinausfachung unter reetgedecktem Krüppelwalmdach. Inschrift mit Datierung am Südostgiebel: "ANDREAS GOTTLIEB VON BERNSTORFF. AO 1733 DEN 3 JULY". | 30841871 |      |
| Rucksmoor 3 53° 0′ 13″ N, 11° 26′ 31″ O | Scheune     | Ungewöhnlich breiter Fachwerkbau mit Backsteinausfachung unter hohem Halbwalmdach in Reetdeckung. Heute zu Wohnzwecken ausgebaut.                                                                              | 30841830 |      |